# Look for the Good
Look for the Good è il settimo album in studio del cantante statunitense Jason Mraz, pubblicato nel 2020.

## Tracce
1. Look for the Good – 5:09
2. Make Love – 5:34
3. My Kind – 4:55
4. Good Old Daze – 4:11
5. You Do You (featuring Tiffany Haddish) – 4:35
6. Wise Woman – 4:40
7. Take the Music – 5:48
8. Time Out (featuring Sister Carol) – 5:09
9. DJ FM AM JJason – 4:24
10. Hearing Double – 3:03
11. The Minute I Heard of Love – 4:47
12. Gratitude – 6:57